# Satoshi Motoyama

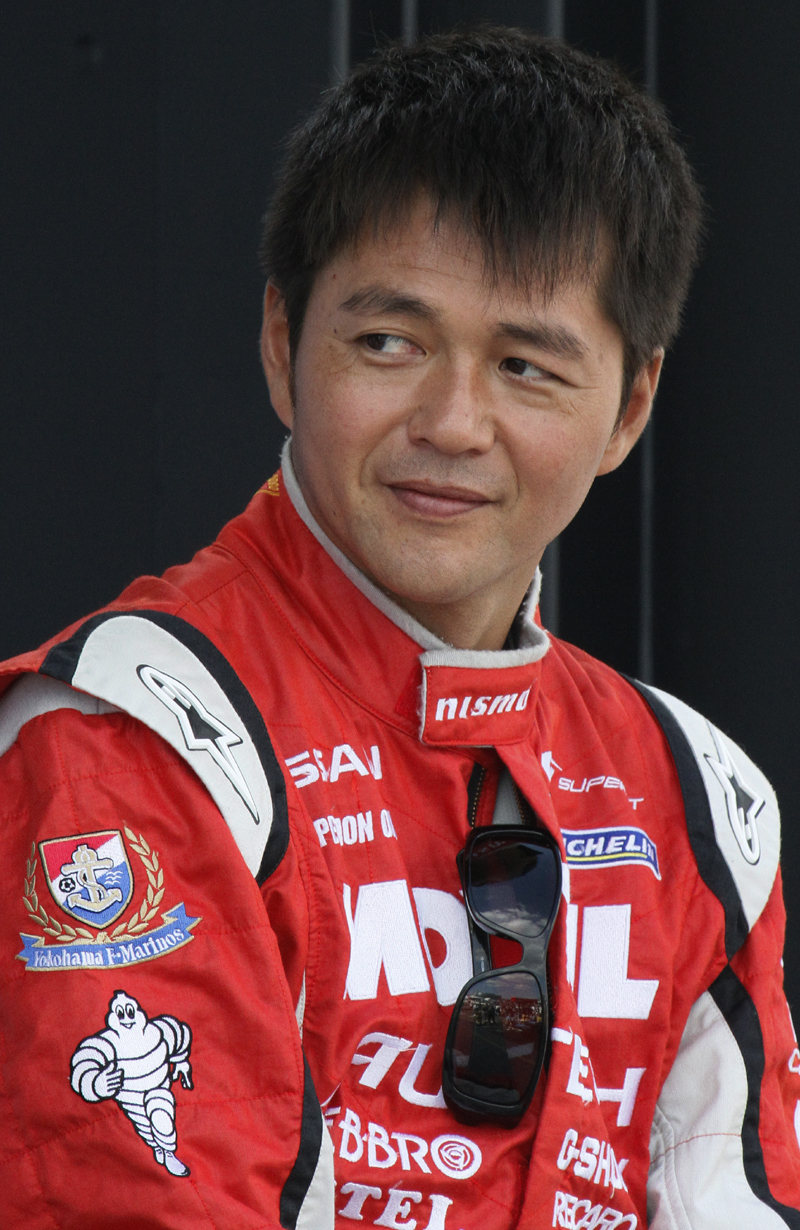
Satoshi Motoyama in 2010.

Satoshi Motoyama (Japans: 本山哲) (Tokio, 4 maart 1971) is een Japans autocoureur.

## Carrière
Motoyama heeft een lange carrière in eigen land, die begon met de All-Japan F3 in 1990, waarbij hij in 1995 als tweede eindigde achter Pedro de la Rosa. Hierna nam hij deel aan zowel de Formule Nippon als de Super GT, waarbij hij de Formule Nippon won in 1998, 2001, 2003 en 2005, terwijl hij in de Super GT zegevierde in 2003, 2004 en 2008, waarbij hij de auto respectievelijk deelde met Michael Krumm, Richard Lyons en Benoît Tréluyer. Gedurende zijn gehele Super GT-carrière reed hij voor Nissan, in de Nissan Silvia, de Nissan Skyline GT-R, de Nissan 350Z en de Nissan GT-R.
In 2003 nam Motoyama deel aan zijn eerste Formule 1-weekend, waarin hij voor Jordan Grand Prix mocht rijden in een vrije training tijdens de Grand Prix van Japan 2003. In 2004 testte hij ook voor het Renault F1 Team.
In 1998 nam Motoyama voor het eerst deel aan de 24 uur van Le Mans in de GT1-klasse voor Nissan in een Nissan R390 GT1 en eindigde als tiende, terwijl hij in 1999 met een Nissan R391 de race na 110 ronden moest staken. In 2012 keerde hij terug in de race in een Nissan-DeltaWing samen met Krumm en Marino Franchitti. In 2014 reed hij met Lucas Ordóñez en Wolfgang Reip deel in een Nissan ZEOD RC, de eerste elektrische auto die ooit aan Le Mans deelnam. Na vijf ronden moesten zij de race al staken vanwege versnellingsbakproblemen.